# Wade Wilson (personaje fílmico)
Wade Winston Wilson, también conocido como Deadpool, es un personaje ficticio interpretado por Ryan Reynolds en la serie de películas X-Men de 20th Century Fox y más tarde en la franquicia del Universo cinematográfico de Marvel (UCM) producida por Marvel Studios. Basado en el personaje de Marvel Comics del mismo nombre creado por Fabian Nicieza y Rob Liefeld, fue fuertemente adaptado para su primera aparición en X-Men Origins: Wolverine (2009), en la que se lo representa como un mercenario mutante transformado por William Stryker en un asesino mutante genéticamente alterado conocido como Arma XI.
La línea de tiempo revisada de la serie de películas original de X-Men en X-Men: Días del futuro pasado (2014) permitió narrativamente una iteración reiniciada más fiel del personaje que se representa en Deadpool (2016) como un agente de Fuerzas Especiales dado de baja deshonrosamente y paciente con cáncer terminal que se ofrece como voluntario para un tratamiento experimental para despertar sus genes mutantes latentes. El experimento le proporciona un factor de curación regenerativo que contrarresta su enfermedad pero lo desfigura, lo que lo lleva a adoptar el apodo de "Deadpool", teniendo de misión personal matar al científico responsable de su mutación y reunirse con su prometida Vanessa Carlysle. En Deadpool 2 (2018), Wilson forma la X-Force para proteger a un joven mutante y evitar su giro hacia la tiranía en un futuro lejano. Tras la adquisición de 21st Century Fox por parte de Disney en 2019, se anunció que Deadpool se integraría dentro del UCM a partir de Deadpool & Wolverine (2024).
La interpretación del personaje en X-Men Origins: Wolverine fue recibida negativamente tanto por los críticos como por los fanáticos por desviarse del material original. Sin embargo, su caracterización en las películas de Deadpool recibió elogios de la crítica, con elogios dirigidos a la actuación de Reynolds y su fidelidad a los cómics.

## Concepto, creación y caracterización

### Desarrollo

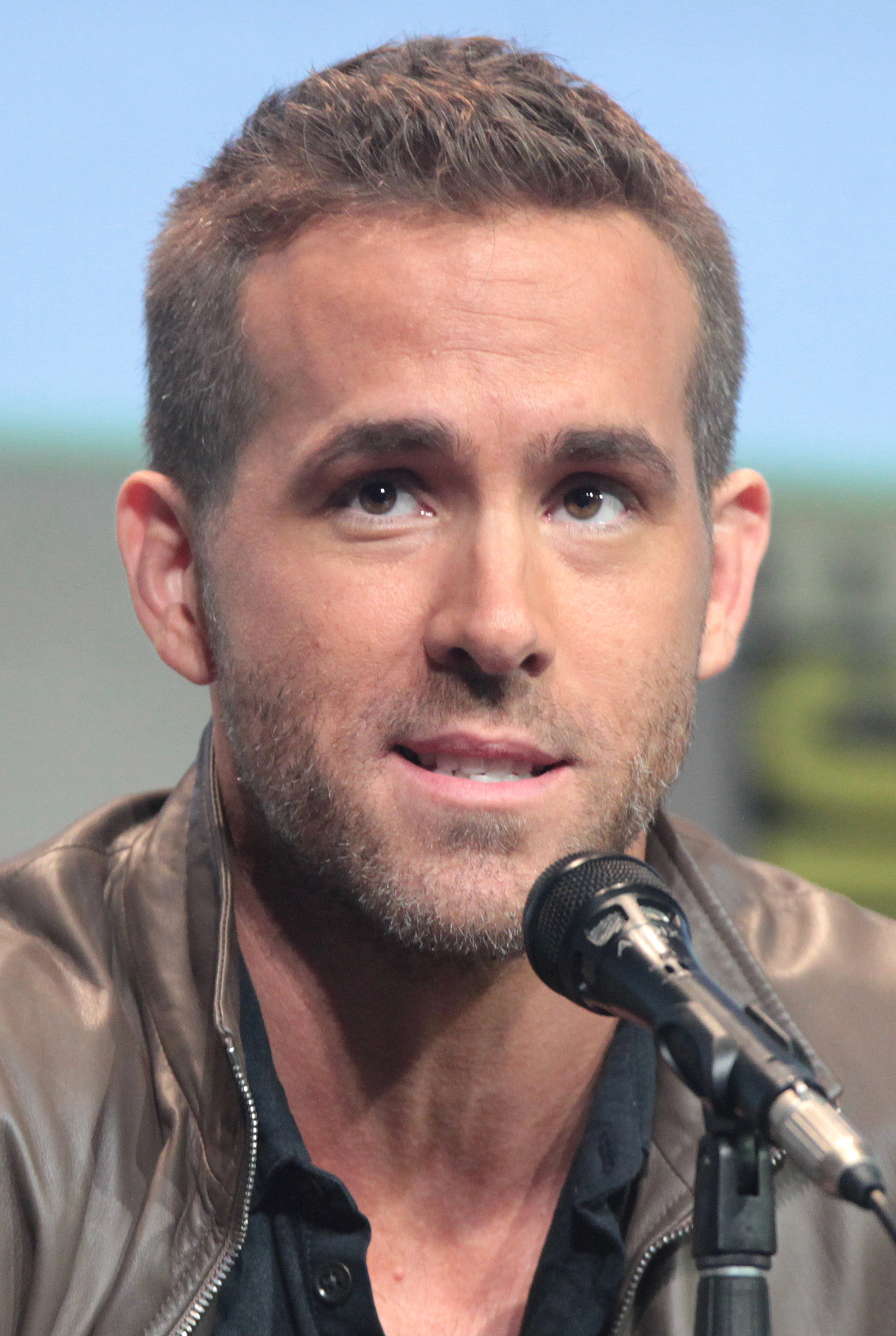
El actor canadiense-estadounidense Ryan Reynolds se sintió atraído por el papel de Deadpool después de enterarse de que en los cómics el personaje se refiere a su apariencia como "Ryan Reynolds cruzado con un Shar-Pei", y luego presionó para que se hiciera una película con el personaje.

Artisan Entertainment había anunciado un acuerdo con Marvel Entertainment en mayo de 2000 para coproducir, financiar y distribuir varias películas basadas en los personajes de Marvel Comics, incluido Deadpool, un personaje más nuevo introducido a principios de los años 1990.  En febrero de 2004, el guionista y director David S. Goyer y el actor Ryan Reynolds estaban trabajando en una película de Deadpool en New Line Cinema. Habiendo trabajado juntos en la película de Marvel Blade: Trinity,  Reynolds se interesó en el papel de Deadpool luego de enterarse de que en los cómics el personaje se refiere a su apariencia como "Ryan Reynolds cruzado con un Shar-Pei".  El ejecutivo de New Line, Jeff Katz, que pensaba que Reynolds era el único actor adecuado para el papel, defendió la idea. Sin embargo, hubo problemas de derechos con 20th Century Fox y sus películas de X-Men, y el proyecto no avanzó. 
En marzo de 2005, Reynolds se enteró de que Fox había expresado interés en una película protagonizada por Deadpool.  El personaje iba a hacer un cameo en la película de 2009 X-Men Origins: Wolverine, con Reynolds elegido para el papel. Su papel se amplió durante la producción de la película.  Katz era ejecutivo de Fox en ese momento y dijo que Deadpool estaba "bien preparado para ser explorado a su manera" en una película futura. La representación de la película se desvía del personaje cómico original, "dándole varios superpoderes y cosiéndole la boca". Deadpool aparentemente muere en la película, aunque poco antes de su estreno se agregó a la película una escena poscrédito que lo muestra todavía vivo. Después del exitoso fin de semana de estreno de Wolverine, Fox comenzó oficialmente el desarrollo de Deadpool, con Reynolds adjunto como protagonista y la productora de X-Men Lauren Shuler Donner involucrada. El spin-off iba a ignorar la versión de Wolverine de Deadpool y regresar a las raíces del personaje con un tono de payasada y una "propensión a romper la cuarta pared". 
En Fox, la película pasó por varios directores antes de que Tim Miller fuera elegido, con Rhett Reese y Paul Wernick contratados para escribir el guion. Mientras tanto, Reynolds asumió el papel principal en Linterna Verde, película que fracasó desde el punto de vista crítico y financiero. Debido a esta mala recepción y al hecho de que una película basada en Deadpool probablemente tendría una clasificación R en lugar de PG-13, Fox tuvo dudas sobre el proyecto, incluso después de que Reynolds produjera imágenes de prueba de sí mismo en el personaje. Sin embargo, el metraje finalmente se filtró en 2014 con críticas entusiastas, lo que llevó a Fox a dar luz verde al proyecto. Reynolds atribuyó enteramente la luz verde de Fox a la película a la filtración. Él, Miller y los escritores habían discutido previamente la filtración del metraje ellos mismos, y Reynolds inicialmente pensó que Miller lo había hecho. Más tarde creyó que la filtración procedía de alguien de Fox. A cambio de poder hacer la película como querían, Fox le dio al equipo un presupuesto mucho menor que el típico para las películas de superhéroes. 

### Caracterización
En ambas líneas temporales, Wade posee un sentido del humor muy sarcástico que irrita y molesta a la mayoría de sus enemigos. Regularmente insulta y menosprecia a sus enemigos. No siente vergüenza y puede hacer una broma con cualquier situación, incluso después de meses de tortura interminable y de ser sacudido por su posterior transformación. Sólo unas pocas personas selectas pueden soportar su conversación aparentemente interminable, y su boca está cosida en el acto final de X-Men Origins: Wolverine.
Su personalidad está mucho más desarrollada en la nueva línea de tiempo. Le encantan los dibujos animados, el humor insignificante, el Skee-Ball, la música clásica, los programas de televisión, la música rap y la cultura pop estadounidense. Su banda favorita es Wham! y George Michael, en concreto, la canción «Careless Whisper». Sigue teniendo una gran cultura cinematográfica, haciendo referencia a The Matrix, RoboCop, Alien 3, Yentl, 127 horas, Cocoon, Star Wars, Linterna Verde (que también protagoniza Ryan Reynolds) e incluso X-Men: días del futuro pasado.
Al igual que su homólogo de los cómics, el propio Wade es consciente de que es un personaje ficticio de una película y se burla de ello rompiendo la cuarta pared y hablándole directamente al público. En Deadpool 2, cuando un fan solicita su autógrafo, le escribe "Ryan Reynolds".
A pesar de su inmadurez inicial, Wade es un hombre genuino, suave y de buen corazón, y con el tiempo se convierte en una persona muy moral y heroica hasta el punto de sacrificarse para salvar al mutante Russell Collins.  Aunque es un mercenario, aceptó ahuyentar al acosador de una joven sin que le pagaran por sus problemas, revelando que puede ser afectuoso. En cuestiones amorosas, puede ser sorprendentemente sensible, sintiéndose obligado a abandonar a su novia, Vanessa, debido a su cáncer terminal. Aconseja a su taxista, Dopinder, que luche por el objeto de su afecto, Gita. Después de la muerte de Vanessa, Wade desarrolla una naturaleza suicida, pero su incapacidad para morir aumenta el deterioro de su psique ya fracturada. Está contento de morir de cáncer en Icebox hasta que encuentra un nuevo propósito al proteger a Russell de Cable. Después de su experiencia cercana a la muerte, todavía no ha aceptado la desaparición de Vanessa, por lo que utiliza el dispositivo de viaje en el tiempo de Cable para salvarla.
Reynolds trabajó con el entrenador Don Saladino desde hace mucho tiempo para ponerse en forma para el papel, ganando 7 libras de músculo magro. Saladino comentó que si bien su objetivo era lograr una apariencia estéticamente agradable, también querían que Reynolds tuviera "fuerza real por encima de la superficial", por lo que dedicaron mucho tiempo a trabajar en la movilidad de Reynolds antes de trabajar en la fuerza real.

### Universo cinematográfico de Marvel
Después de que la adquisición de 21st Century Fox por parte de The Walt Disney Company fuera anunciada en diciembre de 2017 y completada en marzo de 2019, el CEO de Disney, Bob Iger, dijo que Deadpool se integraría al Universo cinematográfico de Marvel bajo Disney,  y que la compañía se disponía a hacer futuras películas de Deadpool con clasificación R "siempre que le informemos al público lo que viene".  Disney y Marvel Studios estaban observando atentamente la versión de la película Once Upon a Deadpool para ver si podría informar cómo podrían acercarse al personaje e integrarlo en el MCU PG-13. 
En octubre de 2019, Reese y Wernick dijeron que tenían un guion en desarrollo, pero estaban esperando la aprobación de Marvel Studios para comenzar la producción de la tercera película. Reese dijo: "[Deadpool] vivirá en el universo con la clasificación R que hemos creado y, con suerte, también se nos permitirá jugar un poco en el sandbox del UCM e incorporarlo a él".  En diciembre de 2019, Reynolds confirmó que una tercera película de Deadpool estaba en desarrollo por parte de Marvel Studios,  que fue confirmada por el presidente de Marvel Studios, Kevin Feige en enero de 2021, con Reynolds repitiendo su papel. Se informó que la película conservaría la clasificación R de las películas anteriores y se desarrollaría en el UCM. Feige describió a Wilson como un "tipo de personaje muy diferente" en el UCM.  En marzo de 2022, Shawn Levy fue revelado como el director de la película después de colaborar previamente con Reynolds en Free Guy (2021) y El proyecto Adam (2022), mientras que se anunció que Rhett Reese y Paul Wernick estarían reescribiendo el guion de las hermanas Molyneux, repitiendo sus funciones de las dos primeras películas de Deadpool. El rodaje comenzó en mayo de 2023. Reynolds también estuvo programado para producir la película junto a Kevin Feige a través de su productora Maximum Effort.
En mayo de 2022, el guionista Michael Waldron confirmó en una entrevista que había habido discusiones dentro de Marvel sobre el hecho de que Reynolds hiciera un cameo como Deadpool en la película centrada en el multiverso Doctor Strange en el multiverso de la locura (2022), como él mismo sintió "[eso] habría sido una locura no mencionar eso" después de las inclusiones de otros elementos relacionados con X-Men en la película, como la Tierra Salvaje y el personaje del Profesor Charles Xavier (interpretado por el actor que regresa de la saga X-Men, Patrick Stewart). Sin embargo, Waldron finalmente sentiría que la película no era un lugar adecuado para presentar al personaje.    El episodio de Marvel Studios: Assembled sobre la realización de Multiverso de la locura también presentó arte conceptual que representa una "dimensión de Deadpool", un paisaje urbano de un mundo alternativo con múltiples vallas publicitarias adornadas con carteles con el tema de Deadpool y arte de cómics.  Un par de zapatillas inspiradas en el disfraz de Deadpool aparece en la secuencia de créditos principales de la serie de televisión metaficticia de Disney+ She-Hulk: Attorney at Law (2022), presentada como parte de una colección de zapatillas inspiradas en Marvel Comics propiedad del personaje Augustus Pugliese (Josh Segarra). 

## Apariciones
- En la línea de tiempo original, se hace referencia a Wilson por primera vez en X-Men 2 (2003), su nombre aparece en la computadora de William Stryker que contenía archivos sobre múltiples individuos y organizaciones relacionadas con mutantes.
- La primera aparición de Wilson en pantalla es en X-Men Origins: Wolverine (2009), ambientada en una línea de tiempo original. Esta variante es un mercenario muy hábil, bromista y amoral. Supuestamente es asesinado por Victor Creed, pero luego se revela que el Mayor Stryker lo transformó en un asesino mutante conocido como "Arma XI", que poseía los poderes de otros mutantes. Sus excompañeros de equipo Logan y Creed luchan contra Arma XI y logran derrotarlo y aparentemente matarlo.
- En Deadpool (2016), ambientada en una línea temporal revisada creada por los X-Men. Esta versión es un mercenario al que se le diagnostica un cáncer en fase avanzada y recurre al Arma X después de que le ofrecen una cura. Uno de los científicos, Francis "Ajax", tortura a Wilson para catalizar el tratamiento, lo que en algún momento resulta en la activación de genes mutantes regresivos, causando la desfiguración y el factor de curación de este último. En respuesta, Wilson desarrolla una vendetta contra Ajax y se somete a una búsqueda para obligarlo a arreglar su desfiguración antes de finalmente matarlo al enterarse de que sería imposible.
- En el cortometraje No Good Deed (2017), Wilson se encuentra con un anciano asaltado en un callejón y corre para ponerse su disfraz de Deadpool antes de ayudar al hombre. Mientras Wilson lucha por vestirse, el hombre recibe un disparo. Wilson emerge, vestido con su disfraz, solo para encontrar al hombre muerto y al atracador desaparecido hace mucho tiempo.
- En Deadpool 2 (2018), después de la muerte de su novia Vanessa, Wilson se encuentra protegiendo a un niño angustiado llamado Russell Collins del mutante Cable que viaja en el tiempo.
- En un cortometraje promocional, Deadpool and Korg React (2021), Wilson invita a Korg a realizar un vídeo de reacción del tráiler de Free Guy (2021). Taika Waititi le da voz a Korg en el corto, repitiendo su papel de las películas del UCM Thor: Ragnarok (2017), Avengers: Endgame (2019) y Thor: Love and Thunder (2022).
- Deadpool & Wolverine (2024), ambientada en el Universo cinematográfico de Marvel, con Marvel Studios produciendo la película y Ryan Reynolds retomando el papel, además de protagonizar junto con Hugh Jackman como Wolverine. Reynolds coproduce la película junto al presidente de Marvel Studios, Kevin Feige, y al director Shawn Levy a través de su productora Maximum Effort.

## Biografía ficticia

### Línea de tiempo original

#### Equipo X
En la continuidad original, Wade Wilson es un comando y mercenario con agilidad y reflejos humanos mejorados debido a ser un mutante. Durante la Guerra de Vietnam, Wilson es miembro de un grupo de Operación negra llamado Equipo X bajo el mando de William Stryker. El equipo también incluye a James "Logan" Howlett, Victor Creed, Frederick Dukes, John Wraith, Chris Bradley y Agent Zero. Durante una misión, mientras intenta encontrar un mineral utilizado para crear adamantium en Nigeria, Stryker ordena al equipo masacrar una aldea entera. Logan lo detiene y abandona el grupo. Después de su partida, otros miembros del equipo comienzan a cuestionar la moralidad del equipo y comienzan a irse, incluido Wilson, hasta que solo Creed y el Agente Zero permanecen fieles a Stryker.
Seis años después, Wilson es capturado por Creed y lo lleva a la base de Stryker en Three Mile Island para usarlo como catalizador para el proyecto Arma XI.  Con la ayuda de Creed, Stryker recolecta ADN de varios mutantes (incluidos Wraith, Bradley, Scott Summers y Logan), cuyos poderes podrían usarse colectivamente dentro de un cuerpo sin destruirlo. Stryker lobotomiza a Wilson y le lava el cerebro para que cumpla sus órdenes, dándole un esqueleto de adamantium como el de Logan, que incluye cuchillas retráctiles en sus antebrazos. A diferencia de Logan, Wilson solo tiene una espada en cada antebrazo y las hojas son significativamente más largas, similares a las espadas que usó antes de ser capturado. Stryker también le mantiene la boca cosida debido a su molestia previa por las constantes bromas de Wilson. Stryker lo llama el "asesino mutante" conocido como "Deadpool". A diferencia de su contraparte en los cómics, este nombre se concibe ya que Arma XI tiene los poderes de varios mutantes "agrupados" en el cadáver de Wade. Después de liberar a los otros mutantes capturados por Stryker y Creed en Three Mile Island, Logan es detenido por el Arma XI ahora activado. Logan se enfrenta solo a Arma XI, dando tiempo a los mutantes para escapar y, finalmente, Logan sube a la cima de una torre de enfriamiento en la planta de Stryker, con Arma XI teletransportándose a la cima. Logan está a punto de ser decapitado por Arma XI (bajo el mando de Stryker) hasta que Creed se une para ayudar a Logan. Arma XI es decapitado y aparentemente derrotado por Logan. Sin embargo, Wilson sobrevive a la decapitación.

### Nueva línea de tiempo

#### Primeros años de vida
En una nueva continuidad creada a través de la aversión a la guerra entre centinelas, humanos y mutantes,Wade Wilson nace en Regina, Saskatchewan, Canadá en 1975.  Ahora es un exsoldado de las Fuerzas Especiales que fue dado de baja deshonrosamente por un incidente con prostitutas. Con los años se convierte en un mercenario al que le pagan por lastimar a acosadores y opera en la Escuela para Niñas Rebeldes de la Hermana Margaret, donde conoce a la prostituta y estafadora Vanessa Carlysle, con quien vive un noviazgo de un año, hasta que finalmente le propone matrimonio.

#### Convirtiéndose en Deadpool
Sin embargo, Wilson es diagnosticado con un cáncer en etapa 4, el cual decide vivir con tranquilidad, a pesar de la preocupación de Vanessa. Un día en el bar, un representante de una desconocida organización, se acerca a él y le ofrece una cura, además de poderes con los que "la mayoría de los hombres sólo sueñan". Si bien inicialmente rechaza la oferta, finalmente regresa para aceptarla. Sin embargo, no todo es lo que parece, ya que pronto se da cuenta de que la organización en realidad está intentando crear un ejército de individuos con superpoderes bajo su control. Wilson sufre numerosas torturas a manos de Francis Freeman y Angel Dust, aunque nunca pierde su sentido del humor. Finalmente, Ajax logra activar los genes mutantes latentes de Wilson, lo que le permite sanar y regenerarse de cualquier herida. Si bien el factor de curación de Wilson cura su cáncer, también deforma horriblemente toda su capa exterior de piel. Wade, parcialmente loco por la terrible experiencia y su desfiguración, escapa y destruye las instalaciones en el proceso, pero finalmente pierde ante Ajax en la batalla. Se presume que Wilson está muerto, pero sobrevive gracias a sus nuevas habilidades.
Temeroso de reunirse con Vanessa en su apariencia actual, Wilson adopta el apodo de "Deadpool", después de recordar cuando su mejor amigo Weasel apostó en el "dead pool" (pozo de la muerte) del grupo de la Hermana Margaret a que moriría, y comienza a buscar a Ajax para obligarlo a arreglar su deformación. Al mismo tiempo, comienza a vivir con una anciana ciega llamada Al. Finalmente lo localiza, aunque su intento de matarlo es interrumpido por Coloso y Negasonic Teenage Warhead, miembros de los X-Men. Los dos intentan detener a Wilson, quienes lo persuaden a usar sus poderes para el bien, provocando que Ajax escape, sin embargo, este logra escapar cortándose la mano. Poco después, Ajax ataca y secuestra a Vanessa para vengarse de Wade, con la esperanza de atraerlo y matarlo con éxito. Al enterarse de esto, Deadpool contacta a Coloso y Negasonic para pedirles ayuda. Los tres se enfrentan a Ajax y sus hombres, donde Deadpool puede salvar a Vanessa y finalmente matar a Ajax, para consternación de Coloso. A pesar de su apariencia, Vanessa todavía acepta a Wade y los dos reinician su relación.

#### Deteniendo a Cable
Dos años más tarde, Wilson continúa trabajando como un exitoso mercenario a sueldo, acabando con los criminales más despreciables e intocables. El día de su aniversario con Vanessa, a Wilson se le asigna la tarea de matar al mafioso Sergei Valishnikov. Sin embargo, cuando Deadpool ataca su base, Valishnikov se esconde en una habitación del pánico. Dado que esperar a que Sergei saliera iba a llevar demasiado tiempo, Wade decide dejarlo ir por el momento para pasar tiempo con Vanessa. Desafortunadamente, Valishnikov y sus hombres deciden tomar represalias contra Deadpool y atacarlo en su apartamento, matando sin darse cuenta a Vanessa, después de lo cual Deadpool termina el golpe en venganza. Durante los siguientes seis meses, Wilson intenta suicidarse haciéndose estallar. Sin embargo, falla debido a su factor de curación, y sus piezas permanecen vivas para ser encontradas y reensambladas por Coloso.
Coloso logra convencer a Wade de unirse a los X-Men como una forma de curación física y mental tras la muerte de Vanessa. Se convierte en aprendiz y acompaña a Coloso y Negasonic a un enfrentamiento entre las autoridades y un joven mutante inestable llamado Russell Collins. Después de intentar calmar a Russell y evitar más daños, Wade se da cuenta de que el orfanato donde vive Russell, etiquetado como un "centro de reeducación" mutante, ha abusado de él y, posteriormente, Wade mata a uno de los miembros del personal, lo que lleva a su arresto y al de Russell. Son llevados a la IceBox y sus poderes se inhiben con collares especiales, provocando el regreso de su cáncer y resignándose a su destino. Sin embargo, la cárcel es atacada por Cable, un soldado cibernético del futuro que arriba en 2018 para matar a Russell debido a que en el futuro matara a su familia. El ataque de Cable permite que Wilson y Russell escapen de su celda, y cuando Cable viene a matar a Russell, el collar de Wilson se rompe en el combate cuerpo a cuerpo. Con sus poderes restaurados y el cáncer curado nuevamente, Wilson intenta defender a Russell, pero es derrotado por Cable, quien toma la ficha Skee-Ball de Vanessa. Cable casi mata a golpes a Wade, y Wade experimenta una visión de Vanessa en el más allá donde ella lo convence de ir tras Russell y salvarlo.

#### Formación de la Fuerza-X y asociación con Cable
Wilson vuelve a la vida y forma su propio equipo de superhéroes llamado Fuerza-X. Intentan asaltar un convoy que traslada a Russell y a varios otros prisioneros de Ice Box lanzándose en paracaídas desde un avión, pero los únicos supervivientes del equipo acaban siendo Wilson y Dominó, una mutante cuyos poderes pertenecen a la suerte. Los dos asaltan el convoy solos y encuentran a Cable ya en la escena. Mientras Dominó conduce el camión y Cable pelea con Wilson, Russell libera a su compañero prisionero Juggernaut, quien acepta ayudar a Russell a matar a su exdirector abusivo. Antes de escapar, Juggernaut destruye el convoy y parte a Wade por la mitad, permitiéndoles a los dos escapar sin obstáculos.
Cable acepta a regañadientes trabajar con Wilson y Dominó en recuperación para detener a Russell. Inicialmente, Juggernaut domina al equipo mientras Russell aterroriza a su director hasta que Coloso, Negasonic y su novia Yukio llegan y ayudan a mantenerlo a raya. Wilson intenta disuadir a Russell, incluso poniéndose un collar inhibidor para negar sus poderes como muestra de buena fe. Sin embargo, esto finalmente falla y Cable le dispara al niño. Wilson salta delante de la bala y resulta mortalmente herido, ya que el collar anula su factor de curación. Sintiendo que es hora de irse, se niega a permitir que nadie le quite el collar y elige reunirse con Vanessa en el más allá. Russell se inspira en el sacrificio de Wilson y decide no matar al director, evitando la muerte de la familia de Cable en el futuro. Cable decide usar su última carga de viaje en el tiempo para regresar y esconder la ficha Skee-Ball de Vanessa dentro del uniforme de Deadpool, en el lugar donde le dispararía. Wade todavía recibe la bala por Russell, pero esta vez la ficha la detiene y Wade sobrevive. A pesar de esto, Russell todavía está inspirado por el sacrificio de Wade y no mata al director. Cuando el grupo abandona la escena, el director se burla de ellos hasta que Dopinder, el amigo taxista de Wade, lo atropella con su auto y lo mata de todos modos.

#### Alterando la historia
Tiempo después, Negasonic y Yukio logran arreglar el dispositivo de viaje en el tiempo de Cable, y Wade lo usa para realizar varias modificaciones en la línea de tiempo. Primero regresa y salva a Vanessa y al exmiembro de la Fuerza-X, Peter. Luego regresa y dispara varias veces a la versión Arma XI de Wade Wilson, confundiendo a Wolverine. Después de esto, hace una parada a finales de la década de 2000 para dispararle a Ryan Reynolds en la parte posterior de la cabeza mientras lee el guión de la película Linterna Verde (2011), antes de adentrarse en 1889 para cuidar a un recién nacido Adolf Hitler y prevenir su giro hacia la dictadura. Debido a que Wade salvó a Vanessa, quien fue asesinada al comienzo de la segunda película, mucho es incierto sobre los eventos de Deadpool 2.
Wade viaja a la Tierra-616 unos meses antes de que ocurra El Blip e intenta unirse a los Vengadores, pero es rechazado por Happy Hogan. Algún tiempo después, Wade destruye el dispositivo de Cable.

#### Salvando su mundo con ayuda de Wolverine
Seis años después, Wade se ha retirado de la actividad de superhéroe y está trabajando como vendedor de autos con Peter después de romper con Vanessa. Durante su fiesta de cumpleaños, la «Time Variance Authority» (TVA) captura a Wade y lo lleva ante el Sr. Paradox, quien le ofrece a Wade un lugar en la Tierra-616, la «Sagrada Línea de Tiempo», ya que jugaría un papel importante en los eventos futuros allí. Wade vislumbra brevemente un video de sí mismo muriendo en los brazos de Thor Odinson hasta que Paradox corta la transmisión y está equipado con un nuevo traje y armas. Sin embargo, Paradox revela que el mundo de Wade (Tierra-10005) está muriendo como resultado de la muerte de Logan que era el "ser ancla" del mundo, y planea usar un "Destripa Tiempos" para "matar por piedad" inmediatamente la línea de tiempo de Wade en lugar de pasar miles de años esperando a que muera naturalmente. Al darse cuenta de que perdería a sus amigos y seres queridos, Wade roba el TemPad de Paradox y lo usa para viajar a la tumba de Logan, con la esperanza de resucitarlo y salvar su línea de tiempo. Cuando esto falla, Wade mata a varios agentes de la AVT enviados por Paradox y usa el TemPad para viajar por el multiverso en busca de una "variante" de Logan en un universo alternativo que pueda reemplazar al suyo.
Aquí se encuentra con muchas variantes de Logan, incluido un Logan de 5"3 con precisión de cómic, un Logan jugador conocido como "Patch", una variante de Viejo Logan, un Logan crucificado en una "X", una variante que lucha contra Hulk con el traje original de Brown y Tan, una variante "glam-rock" y una variante interpretada por Henry Cavill apodado Cavillerine. El encuentra otra variante de Logan en un bar y lo lleva de regreso a la AVT, pero Paradox le dice que un ser ancla no puede ser reemplazado, y que esta variante es considerada como el peor Wolverine por la AVT debido a que no pudo salvar a sus compañeros X-Men. Cuando Wade deduce que Paradox está actuando sin el conocimiento de sus superiores, Paradox envía a Wade y Logan al Vacío. Después de intercambiar insultos, Wade y Logan luchan hasta que Wade promete falsamente que la AVT puede arreglar su línea de tiempo. Los dos y Johnny Storm son capturados y enviados a Cassandra Nova, a quien Logan identifica como la hermana gemela del líder de los X-Men, Charles Xavier. Al llegar a la guarida de Nova, ella demuestra su poder para manipular las mentes de las personas y explica su acuerdo con la AVT para permanecer en el Vacío como líder de una pandilla. Luego ella mata a Johnny e intenta romper mentalmente a Wade con falsos recuerdos de Vanessa rechazándolo antes de que aparezca Alioth. Wade y Logan escapan antes de que Alioth pueda consumirlos.
Después de su escape, Logan y Wade conocen a variantes de Deadpool llamadas "Nicepool" y "Dogpool", quienes les dan un auto y los dirigen hacia un grupo de resistencia que ha estado luchando contra Cassandra. Durante su viaje, Logan se enfurece después de que Wade inadvertidamente revela que mintió acerca de poder arreglar la línea de tiempo de Logan, lo que lleva a otra pelea entre los dos hasta que se desmayan por agotamiento. Al llegar a las tierras fronterizas, Wade y Logan conocen a los miembros de la resistencia Elektra Natchios, Eric Brooks «Blade», Remy LeBeau «Gambito», y Laura Kinney «X23», apodados los "Otros" por Wade. Los Otros quieren formar equipo con Wade y Logan para luchar contra Nova, pero Logan se niega a cooperar. Sin embargo, finalmente cede después de una conversación con Laura sobre su incapacidad para salvar a los X-Men en su universo.
Wade, Logan y los Otros van a enfrentarse a Nova, quien ha incapacitado mentalmente a Logan, pero Wade le coloca el casco de Juggernaut para bloquear sus poderes. Pyro le dispara a Nova y se revela como el agente durmiente de Paradox asignado para matarla antes de que Logan lo deje inconsciente. Logan convence a Wade de que se quite el casco para permitir que Nova se cure y, a cambio, Nova usa un anillo de honda de una variante de Doctor Strange para abrir un portal para que el dúo viaje a la Tierra-10005 para enfrentarse a Paradox. Al llegar, se dan cuenta de que Paradox ya ha completado el Destripa Tiempos.
Nova se entera rápidamente del plan de Paradox por Pyro antes de ejecutarlo cuando llega a través de otro portal y secuestra a Paradox. Wade y Logan luchan contra el Deadpool Corps reclutado por Nova, mientras que Nova toma el control del Destripa Tiempos para destruir todas las líneas de tiempo, dejando solo el Vacío. Nicepool es asesinado por el Deadpool Corps debido a la falta de un factor de curación ya que Wade lo usa como escudo humano, pero el Cuerpo está convencido de ceder por Peter, quien se ha puesto su propio traje de Deadpool y se ha apodado a sí mismo "Peterpool". 
Paradox le dice a Wade y Logan que uno de ellos podría destruir el Destripa Tiempos interrumpiendo su flujo de energía, pero que al hacerlo los mataría. Wade y Logan destruyen el Destripa Tiempos juntos, matando a Cassandra en el proceso, y pueden sobrevivir compartiendo la carga. Paradox es arrestado por Hunter B-15 de la AVT, quien revela que las acciones de Wade y Logan han salvado a la Tierra-10005 del deterioro. Wade le pide a Hunter B-15 que salve al grupo de resistencia del Vacío y cambie la historia del mundo de Logan. Ella explica que esto último no es posible porque la historia de Logan es lo que lo llevó a ser un héroe ahora. Más tarde, Wade invita a Logan a conocer a sus amigos. Durante una reunión en la que participan Laura y Dogpool, Logan anima a Wade a reconciliarse con Vanessa.

## Otras variantes

### Variante del Arma XI
Similar a Wade Wilson en la continuidad original, esta variante es un soldado y mercenario con agilidad y reflejos humanos mejorados y es miembro de un grupo de Operación negra llamado Equipo X bajo el mando de William Stryker. Seis años más tarde, Wilson fue capturado y llevado a la base de Stryker en Three Mile Island, donde se experimenta con él para el proyecto Arma XI. Stryker lo llama el "asesino mutante" conocido como "Deadpool". Después de liberar a los otros mutantes capturados por Stryker en Three Mile Island, el Arma XI ahora activo detiene a una variante de Logan. Luego recibe varios disparos con balas de adamantium siendo asesinado por Wade Wilson, desplazado en el tiempo, confundiendo a Logan. Wilson luego le proclama a Logan "simplemente limpiar la línea de tiempo" antes de viajar en el tiempo al año 1889.

### Deadpool & Wolverine
Múltiples "variantes" de Wilson en adición a la variante de la nueva línea del tiempo aparecen en Deadpool & Wolverine. 

#### Otras variantes
- Un cruce entre un Pug y un Perro Crestado Chino, variante canina de Wilson apodada Dogpool o Mary Puppins, interpretada por la actriz canina Peggy. [27]
- Una variante femenina de Wilson apodada Lady Deadpool, interpretada por Blake Lively.
- Una variante infantil de Wilson llamada Kidpool, interpretada por la hija de Reynolds y Lively, Inez Reynolds.
- Una variante bebé de Deadpool llamada Babypool, interpretada por el hijo de Reynolds y Lively, Olin Reynolds.
- Una variante sin cicatrices y no regenerativa de Wilson, "basada en samuráis", conocido como Nicepool también interpretado por Reynolds. [28]
- Una variante zombi con cabeza incorpórea de Wilson, apodado Headpool, con la voz de Nathan Fillion.
- Una variante vaquera de Wilson llamada Cowboypool, interpretado por Matthew McConaughey.
- Una variante galesa llamada Welshpool, interpretada por el jugador del Wrexham AFC, Paul Mullin.
- Una variante llamada Canadapool, interpretada por el doble de Reynolds, Alex Kyshkovych.
- Otras variantes con actores no revelados y sin diálogos incluyen: Watari / The Fool, Deadpool 2099, Golden Age Deadpool, Zenpool, Piratepool y Welsh Knightpool.[29]

## En otros medios

### Televisión
- El audio de la actuación de Reynolds en Deadpool (2016) se utilizó en imágenes de prueba para una serie animada cancelada de Deadpool que estaban desarrollando Donald y Stephen Glover para la cadena de televisión FXX. [30] [31]
- Ryan Reynolds hizo una aparición especial como personaje invitado para promocionar Deadpool 2 (2018) en el programa The Late Show con Stephen Colbert, repitiendo su papel como parte del monólogo de apertura del episodio emitido el 16 de mayo de 2018. [32]
- Reynolds hizo otra aparición como personaje para promocionar Deadpool 3 (2024) en la 75.ª edición de los premios Primetime Creative Arts Emmy, aceptando el premio con Rob McElhenney al Mejor Programa de Realidad No Estructurada. [33]

### Videojuegos
- Wade Wilson / Arma XI aparece en el juego relacionado con la película X-Men Origins: Wolverine, con la voz de Steven Blum.
- Reynolds repitió su papel de Wade Wilson/Deadpool para el juego móvil Marvel Strike Force para iOS y Android. [34]

### Serie web
- Reynolds repitió su papel de Wade Wilson / Deadpool al co-narrar los Honest Trailers de Deadpool, [35] Logan, que fue el video número 200 de la serie, [36] y Deadpool 2. [37]

## Recepción
La interpretación inicial de Reynolds como Wade Wilson / Deadpool / Arma XI en X-Men Origins: Wolverine recibió una importante reacción de la crítica y los fanáticos. Muchos observaron la falta de conexión entre la representación del personaje en la película y su contraparte tradicional en los cómics. Escribiendo para The Huffington Post en una reseña previa a la proyección, Scott Mendelsohn analizó la representación de la película de Deadpool y su posterior transformación en Arma XI, entre otros personajes que aparecen en la película de los cómics de X-Men, afirmando que "El clímax, por razones que yo no revelará, enfurecerá absolutamente a los devotos de [Deadpool] (a modo de comparación, imagínese si, al final de Spider-Man 3, Eddie Brock se convierte en Buitre)". En su retrospectiva de la película, Rachel Edidin de WIRED describió la versión de la película del personaje como "Deadpool, con la boca cosida, lo que fundamentalmente no entiende el punto del Mercenario con Boca",  mientras Matt Goldberg de Collider consideró el nombre en clave de Wilson de "Arma XI" como "un símbolo apropiado para la película porque es un montón de poderes mutantes arrojados a un muñeco".
Por el contrario, la interpretación de Reynolds del personaje principal en las dos películas independientes de Deadpool fue aclamada por la crítica. Escribiendo para The Guardian, Peter Bradshaw calificó a Deadpool (2016) "la película más divertida de Ryan Reynolds desde Van Wilder: Party Liaison", mientras observa que "Ryan Reynolds está desarrollando algo autocrítico y conocedor de su belleza, un estilo Clooney tonto, que funciona con la comedia". Manohla Dargis de The New York Times elogió la posterior redención de Reynolds como personaje, destacando la primera película de Deadpool como prueba de que "el director, Tim Miller, y Reynolds pueden hacer más que tocar las mismas notas grandilocuentes una y otra vez", mientras califica su actuación como "rehabilitación profesional (o penitencia) para Linterna Verde, el fracaso de 2011 que encabezó para DC Comics". En su reseña para Variety, Justin Chang comentó sobre la capacidad de la película para aprovechar la "sensibilidad de hombre divertido" de Reynolds, y luego exclamó que "a través de pura sincronización, entusiasmo y entusiasmo (y la ayuda de la hábil edición de Julian Clarke) , Reynolds le da a toda esta charla autorreferencial sobre el baño un impulso cómico delirante".